# AS-227
La AS-227 es una vía de comunicación que pertenece a la Red Comarcal de Carreteras del Principado de Asturias. Nace en el pueblo de San Martín de Lodón, concejo de Belmonte de Miranda, uniendo así la carretera regional AS-15 (Corredor del Narcea), con el Puerto de Somiedo, frontera entre Asturias y la provincia de León a 1.486 metros de altitud. Su longitud es de unos 51,2 km pasando por localidades y pueblos importantes como Belmonte, La Riera o Pola de Somiedo. Esta es la 2.º carretera comarcal más larga del Principado de Asturias, siendo 1.º la AS-219 con 57,4 km y 3.º la AS-228 con 48,8 km.

## Tramo de San Martín de Lodón a Belmonte (10 km)
El primer tramo de la carretera comienza en el cruce de la AS-15, cerca del km 10, en San Martín de Lodón y continúa por el valle del río Pigüeña. En la población de San Cristóbal, en el kilómetro 1, la carretera toma un puente que cruza el río que quedará en la margen izquierda del valle hasta Aguasmestas, concejo de Somiedo. 
Casi al mismo tiempo, a mano derecha, está el cruce que dirige hasta el puente de San Martín y Belmonte por la antigua carretera de Cangas del Narcea. Siguiendo siempre valle arriba se pasan las poblaciones de Fontoria, pueblo al que a su salida está el desvío a Menes y Leiguarda; y Selviella, donde existe una central hidroeléctrica creada por Hidroeléctrica del Cantábrico en 1962 en sustitución de la antigua creada en 1908 por la Compañía Popular de Avilés de la cual se conservan algunas construcciones y el canal que desviaba el agua del río Pigüeña en Alvariza y lo llevaba hasta Selviella.
Desde este mismo núcleo, parte las carretera local en dirección a Bello, Pando, Antoñana, Villaverde, Pontigo, Santa Marina, Begega, como también al pueblo de Millara (perteneciente al concejo de Salas) y que desemboca en el Alto de Las Estacas en la AS-310 o bien a la altura de El Ferredal por un desvío que se hizo para suplir la falta de la carretera entre Begega y Boinás que quedó destruida por la mina de oro.
En el kilómetro 5, en la margen derecha de la carretera está ubicada el área recreativa de Vigonzález. En Alvariza, km 7, el valle se encajona entre montañas que en ocasiones superan los 1000 m s. n. m., en él se halla la Fragua Romana de El Machuco que ha sido declarada como bien de interés cultural y es visitable. A la izquierda, un desvío por un puente comunica el valle con el Alto de Las Cruces, frontera con el concejo de Grado. Pasando la foz de L'Escobiu se accede a la vega en la que se ubica la capital municipal, Belmonte, a 10 km del inicio de la carretera.

## Tramo de Belmonte a Pola de Somiedo (28 km)
A partir de aquí la carretera se estrecha notablemente, y discurre por un bosque de ribera bastante frondoso y estrecho que conecta con los pueblos de Agüerina, La Arena, Agüera, Almurfe, dónde existe un pequeño matadero de ganados, y Aguasmestas. Antes de todas estas localidades se hallan los desvíos por carreteras locales, a mano derecha, el que conduce a las poblaciones de Vigaña, Castañera, Cigüedres, Quintanal, Villar de Zuepos y San Esteban, y a mano izquierda, las desviaciones para Ondes y San Martín de Ondes y más adelante para Llamoso y Montovo. 
En Aguasmestas (km 26) se encuentra la frontera entre los concejos de Belmonte de Miranda y Somiedo. A partir de aquí la carretera discurre por el valle del río Somiedo hasta su fin, en el Puerto de Somiedo, salvando el Pigüeña por un puente, río que queda encajado en otro valle a mano derecha del cual parte otra carretera hacia los pueblos de Santullano, Pigüeces, Robledo, Pigüeña, La Rebollada, Corés y Villar de Vildas, y la braña vaqueira de La Pornacal, todo ello dentro de los límites del parque natural de Somiedo.
Después de la aldea de Santiago de Hermo, cruzando un túnel accedemos a la segunda localidad en población e importancia de Somiedo, La Riera (km 30) en dónde se encuentra el cruce que va hacia Teverga por la AS-265 por el Alto de San Lorenzo de 1.347 metros de altitud, pasando antes por los pueblos de Las Morteras y Orderías. En La Riera, también está el desvío hacia la localidad de Las Viñas. Pasando el cruce a Pineda y la población de Castro, llegamos a La Malva, encrucijada de caminos dónde se ubica la central hidroeléctrica de La Malva, construida en 1915, y desde la que parte la carretera del valle de Saliencia (SD-1), que por medio de un túnel, comunica los pueblos de Veigas, Villarín, Arbeyales, Éndriga, Saliencia, los lagos de Saliencia y el Alto de la Farrapona, que hace frontera con la Provincia de León. Pasando una rotonda la carretera llega a Pola de Somiedo, la capital en el km 38, desde donde se puede partir a mano derecha por una carretera estrecha y mal asfaltada a las aldeas de Aguino y Perlunes, y desviándose a la izquierda por dentro de La Pola se accede a la carretera local que conduce al Lago del Valle y a los pueblos de Coto de Buenamadre, Urria y Valle de Lago.

## Tramo de Pola de Somiedo al Puerto de Somiedo (12 km)
El último tramo de esta vía de comunicación con la Meseta comienza a unos 700 metros de altitud en los cuales la carretera empieza a tomar una pendiente considerable y ya se le puede tratar como carretera de puerto de montaña, con un desnivel de 778 metros, una pendiente media 6,48% y una pendiente máxima del 8,1%. Pasados los pueblos de Gúa y Caunedo llegamos a las primeras curvas de herradura del puerto pudiendo admirar bellísimas panorámicas y numerosas cabañas de teito o pallozas que salpican todo el valle. Hacen aparición en la carretera las barras de demarcación de la misma, típicas de puertos de montaña, para la nieve y la carretera cruza el límite de los 1000 metros. Pasando los pueblos de verano del Llamardal y La Peral a 1.200 m s. n. m., dónde existe un mirador desde el que se puede observar gran parte del valle del río Somiedo y las cumbres que lo rodean, parte una senda que comunica con la braña de La Pornacal y con el pueblo de Villar de Vildas en el valle del Pigüeña. Después de La Peral la carretera afronta sus últimos kilómetros pasando por otra zona de curvas de herradura y coronando finalmente en un amplio pasillo de cumbres a 1.486 metros de altitud desde donde se visualiza al final la localidad de Santa María del Puerto o El Puerto, final de la carretera en el km 50. Ya en la provincia de León se ubica una bonita área recreativa y la AS-227, con la denominación de LE-495, se dirige hacia las tierras leonesas de Babia.

## Denominaciones antiguas
Antes de que se publicase en el Boletín Oficial del Principado de Asturias el Catálogo de Carreteras de 1989, la AS-227 estaba formada por 1 carretera comarcal del Plan Peña de 1939:
- C-633 Villablino - Cornellana (Tramo El Puerto - San Martín de Lodón)

## Denominaciones actuales
Originalmente, cuando se construyó la variante de San Cristóbal en inicios de la década de 1990, se denominó AS-227 la nueva variante y AS-227a el trazado antiguo entre el Puente San Martín. Años más tarde, cuando se publicó el nuevo catálogo de carreteras del año 2017, la AS-227a pasó a denominarse BE-3 en todo su trazado.